# Liparis pseudodisticha
Liparis pseudodisticha är en orkidéart som beskrevs av Rudolf Schlechter. Liparis pseudodisticha ingår i släktet gulyxnen, och familjen orkidéer. Inga underarter finns listade i Catalogue of Life.